# Ilusión de la parrilla térmica
La ilusión de la parrilla térmica (IPT) es una ilusión demostrada por T. Thunberg en 1896. Es llamada también Thunberg's illusion.
Los dedos índice y anular se introducen en agua caliente (aprox. 40 °C) y el dedo corazón en agua fría (aprox. 20 °C). Esto genera una sensación paradójica en la que el dedo corazón parece sentir un calor muy doloroso.
Este método lo suelen utilizar algunos científicos para estudiar la experiencia del dolor sin causar en realidad ninguna lesión a aquellos que participan en los estudios sobre el dolor.